# Вест-Бранч (Мічиган)
Вест-Бранч (англ. West Branch) — місто (англ. city) в США, в окрузі Огемо штату Мічиган. Населення — 2351 особа (2020).

## Географія
Вест-Бранч розташований за координатами 44°16′27″ пн. ш. 84°14′7″ зх. д. / 44.27417° пн. ш. 84.23528° зх. д. (44.274288, -84.235232).  За даними Бюро перепису населення США в 2010 році місто мало площу 3,84 км², з яких 3,84 км² — суходіл та 0,00 км² — водойми.

## Демографія
Згідно з переписом 2010 року, у місті мешкало 2139 осіб у 1006 домогосподарствах у складі 489 родин. Густота населення становила 557 осіб/км².  Було 1147 помешкань (299/км²).
Расовий склад населення:
| - 96,9 % — білих - 0,7 % — азіатів - 0,6 % — корінних американців - 0,5 % — чорних або афроамериканців |

До двох чи більше рас належало 1,1 %. Частка іспаномовних становила 1,7 % від усіх жителів.
За віковим діапазоном населення розподілялося таким чином: 20,7 % — особи молодші 18 років, 55,0 % — особи у віці 18—64 років, 24,3 % — особи у віці 65 років та старші. Медіана віку мешканця становила 44,3 року. На 100 осіб жіночої статі у місті припадало 75,0 чоловіків;  на 100 жінок у віці від 18 років та старших — 70,5 чоловіків також старших 18 років.
Середній дохід на одне домашнє господарство  становив 35 296 доларів США (медіана — 27 292), а середній дохід на одну сім'ю — 48 220 доларів (медіана — 39 801). Медіана доходів становила 32 340 доларів для чоловіків та 19 960 доларів для жінок. За межею бідності перебувало 30,2 % осіб, у тому числі 51,1 % дітей у віці до 18 років та 17,4 % осіб у віці 65 років та старших.
Цивільне працевлаштоване населення становило 807 осіб. Основні галузі зайнятості: освіта, охорона здоров'я та соціальна допомога — 31,4 %, мистецтво, розваги та відпочинок — 25,5 %, роздрібна торгівля — 13,1 %, будівництво — 5,3 %.